# Riscatto mixtape
Riscatto mixtape è un mixtape dei rapper italiani MadMan e TempoXso, pubblicato nel 2007 dalla Sporco Sud Squad.

## Descrizione
Nonostante ufficialmente il mixtape sia accreditato a MadMan e TempoXso, solo in 7 delle 16 tracce sono presenti i due artisti, lasciando spazio a vari altri esponenti della scena pugliese per il resto del disco.

## Tracce
1. Intro – 1:00
2. Riscatto – 3:16
3. Pentiti (by Frequenza Mista & Damxx) – 3:00
4. Devi ballare – 3:30
5. Il momento del riscatto (by Don Diegoh & DJ Tycho) – 1:55
6. Gridalo (feat. Jimmy) – 3:45
7. C.I.A. killed me – 4:00
8. Non è per te – 4:05
9. Enigma (by Valerio Nazo) – 2:42
10. Minority Report (feat. Mattia) – 4:00
11. Tu sei un gangster?? (by Foggistreetclan) – 5:30
12. La mia terra (by Pacefatta) – 4:16
13. Act a fool – 1:15
14. Resto attivo (feat. Controfalso) – 3:42
15. Lo sporco al Sud (La Uannamaic RMX) (feat. Esse-P) – 4:07
16. Non posso perché sei minorenne (by Fanciulli Pimpeggianti)